# Ardeşen (district)
Ardeşen is een Turks district in de provincie Rize en telt 38.524 inwoners (2007). Het district heeft een oppervlakte van 629 km². Hoofdplaats is Ardeşen.
De bevolkingsontwikkeling van het district is weergegeven in onderstaande tabel.
| 1997   | 2000   | 2007   |
| ------ | ------ | ------ |
| 51.281 | 58.499 | 38.524 |